# Ольгівське
Ольгі́вське — село в Україні, у Малинівській сільській громаді Пологівського району Запорізької області. Населення становить 102 осіб. До 2018 орган місцевого самоврядування - Полтавська сільська рада.

## Географія
Село Ольгівське знаходиться на березі річки Солона, яка через 4 км впадає в річку Янчур, вище за течією на відстані 2,5 км розташоване село Степове.

## Історія
12 червня 2020 року, відповідно до Розпорядження Кабінету Міністрів України від № 713-р «Про визначення адміністративних центрів та затвердження територій територіальних громад Запорізької області», увійшло до складу Малинівської сільської громади.
19 липня 2020 року, в результаті адміністративно-територіальної реформи та ліквідації Гуляйпільського району, село увійшло до складу Пологівського району.
7 лютого 2023 року окупанти обстріляли село
20 лютого 2023 року окупанти обстріляли цивільну інфраструктуру населеного пункту.

## Населення
Згідно з переписом УРСР 1989 року чисельність наявного населення села становила 123 особи, з яких 55 чоловіків та 68 жінок.
За переписом населення України 2001 року в селі мешкали 102 особи. 100 % населення вказало своєю рідною мовою українську мову.